# Верхняя Курья
Ве́рхняя Курья́ — микрорайон в Перми.

## География
Микрорайон Верхняя Курья расположен в Мотовилихинском районе в правобережной части Перми. Занимает территорию напротив Мотовилихи, вклиниваясь между Ленинским и Орджоникидзевским районами.

## История
Территория, где впоследствии расположился посёлок Верхняя Курья, с конца XIX века стала застраиваться дачами. Впервые посёлок был упомянут в 1918 году, когда из Оханского уезда он перешёл в Пермский. В 1920-х годах здесь было уже более 400 домов. В посёлке в основном жили семьи рабочих Мотовилихинских заводов, здесь им давали землю под застройку. В периоды ледохода или ледостава таким работникам приходилось снимать жильё на левом берегу или ходить пешком через железнодорожный мост.
Нормальное транспортное сообщение с основной частью района было устроено только после постройки Коммунального моста через Каму. С тех пор состав населения в микрорайоне сильно изменился и связь жителей с Мотовилихинским районом осталась чисто формальной. Долгое время в Верхней Курье работал лесозавод «Музлесдрев», заготавливавший лесоматериалы для изготовления музыкальных инструментов.
Одной из специализаций микрорайона была рекреационно-оздоровительная деятельность. Первый дом отдыха в Верхней Курье был открыт ещё в 1933 году. В 1945 году был организован Молотовский дом отдыха. Позже название менялось: Молотовский дом отдыха ЦК профсоюза работников машиностроительной промышленности СССР (1951—1954), Молотовский дом отдыха ЦК профсоюза работников оборонной промышленности (1954—1957), Верхне-Курьинский дом отдыха (1957—1990) и, наконец, санаторий «Верхне-Курьинский» (1990—1996). В 1996 году санаторий был закрыт. Ныне его территория застроена частными домами. В 1941 году появился детский санаторий «Малышок». Первые пациенты прибыли сюда из Тихвина и других прифронтовых городов. Ныне санаторий продолжает действовать. Также в микрорайоне работает геронтологический центр.
В 1990 году в Верхней Курье была построена церковь в честь иконы Божией матери «Скоропослушница», в 2000—2006 годах построен Богоявленский мужской монастырь. Действует Троицкая церковь баптистов. В последние годы[какие?] в микрорайоне развивается жилищное строительство. В 2005—2007 годах построен первый таун-хаус «Боровицкий». Ныне[когда?] достраиваются ещё несколько жилищных комплексов.

## Транспортное сообщение
- Автобусы маршрутов: 7, 49

## Улицы
Основные улицы микрорайона: Верхнекурьинская и Ленская. Отличительной особенностью восточной части микрорайона является название улиц, пролегающих параллельно Каме: всё это линии. Ныне их 11, с 1-й по 10-ю и 13-я.

## Образование
Средняя школа № 52, которая в 2018 году была объединена со школой № 32.

## Достопримечательности
Богоявленский мужской монастырь.